# QMTP
O Quick Mail Transport Protocol (QMTP) é um protocolo de transmissão de e-mail que tem como objetivo prover uma maior segurança comparado ao SMTP, protocolo padrão de facto. Ele foi projetado e implementado por Daniel J. Bernstein.
O QMTP é recomendado para redes com alta largura de banda, como as redes LAN.